# Ici et maintenant
 (mai 2024).
Si vous disposez d'ouvrages ou d'articles de référence ou si vous connaissez des sites web de qualité traitant du thème abordé ici, merci de compléter l'article en donnant les références utiles à sa vérifiabilité et en les liant à la section « Notes et références ».
Pour les articles homonymes, voir Ici et maintenant (homonymie).
Ici et maintenant, souvent employé sous sa forme latine hic et nunc, est une expression utilisée pour désigner la position spatio-temporelle d'une personne au moment où elle l'énonce.
Elle est utilisée depuis l'Antiquité par certains philosophes pour caractériser une attitude qui consiste à  « vivre en étant ancré dans la réalité présente », et à accepter cette réalité de manière rationnelle, grâce notamment à une absence d'illusion ou de jugement négatif. Les philosophes qui ont pour but le bonheur individuel comme les épicuriens, les stoïciens ou encore les humanistes, l'utilisent fréquemment.